# Coregonus maraena
Coregonus maraena és una espècie de peix de la família dels salmònids i de l'ordre dels salmoniformes.

## Morfologia
Els mascles poden assolir 130 cm de llargària total i 10 kg de pes.

## Reproducció
És ovípar, fresa al novembre i enterra els ous en nius desprotegits.

## Distribució geogràfica
Es troba a Europa: Polònia, Suècia i Finlàndia.